# Дан, Аурора
Аурора Кришу (рум. Aurora Crișu, род. 5 октября 1955), в замужестве взявшая фамилию Дан (рум. Dan) — румынская фехтовальщица-рапиристка, призёрка Олимпийских игр.

## Биография
Родилась в 1955 году в Бухаресте. В 1980 году приняла участие в Олимпийских играх в Москве, но там румынские рапиристки стали лишь 9-ми. В 1981 году стала обладательницей золотой медали Универсиады в командном первенстве, и серебряной — в личном. В 1984 году на Олимпийских играх в Лос-Анджелесе стала обладательницей серебряной медали в составе команды.
Замужем за гандболистом Марином Даном, призёром Олимпиады-1972 и чемпионом мира 1974 года.